# Gerd Brüx
Gerd Brüx (1875 - 29 september 1944) was een Duitse beeldhouwer.

## Leven en werk
Gerd (ook: Gerhard, Gerard) Brüx was zoon van een schoenmaker. Hij ging in de leer bij beeldsnijder Ferdinand Langenberg in Goch en studeerde aan de Koninklijke Academie in München. Vanaf 1902 had hij zijn eigen atelier in Kleef. Leerlingen in zijn werkplaats waren onder anderen Achilles Moortgat, Gerd Matthäi en Alexander Walterfang. 
Brüx overleed in 1944 en werd begraven op de begraafplaats aan de Merowingerstraße in Kleef, waar meerdere werken van hem te vinden zijn.

## Werken (selectie
- ca. 1908 Grafmonument componist P.H. Thielen (1839-1908) in Kranenburg[2]
- 1916 Monument ter herinnering aan de Eerste Wereldoorlog in Kleef
- 1920 Heilig Hartbeeld (Beuningen)
- 1924 Heilig Hartbeeld (Oijen)

## Galerij

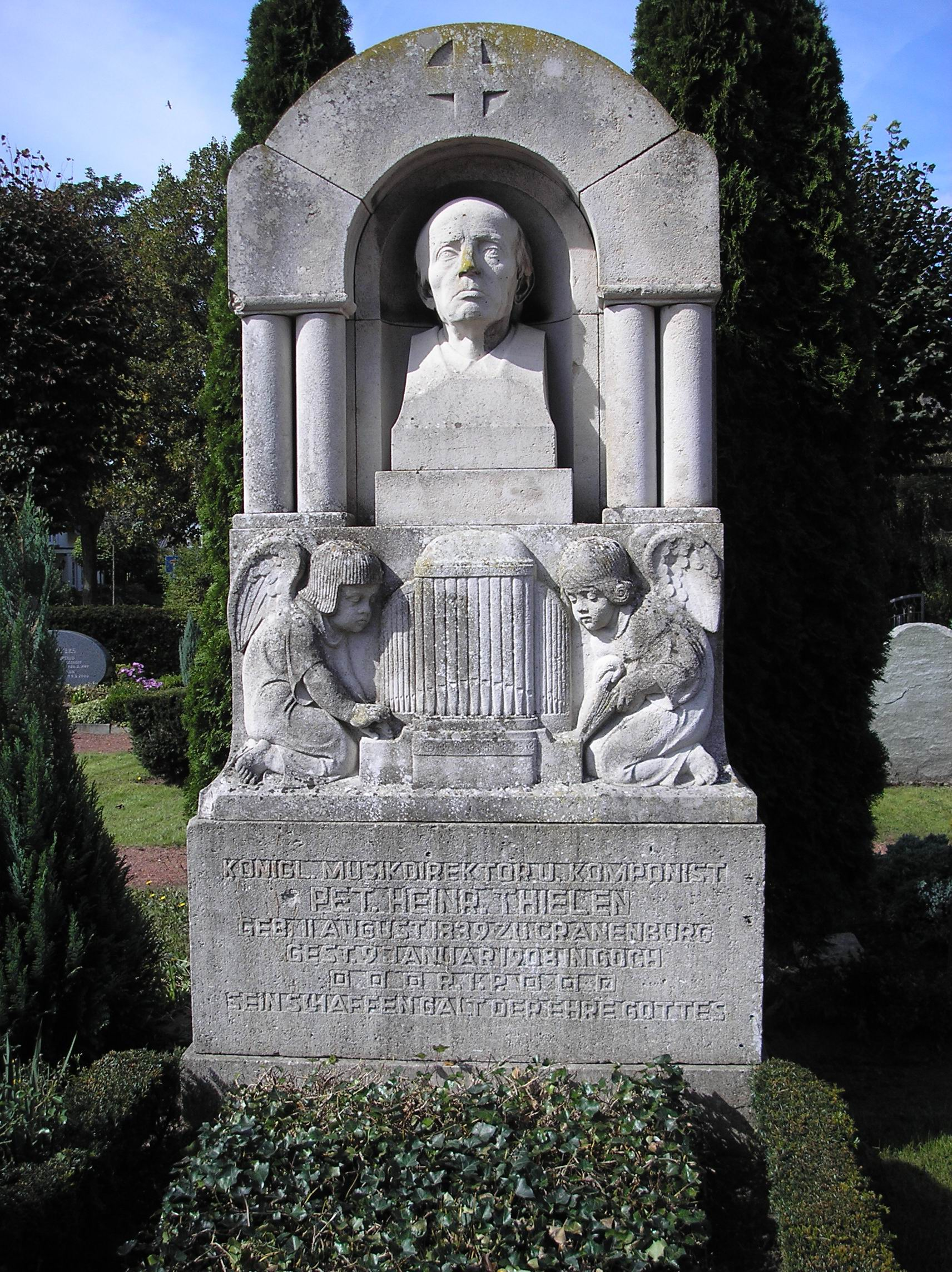
Grafmonument P.H. Thielen
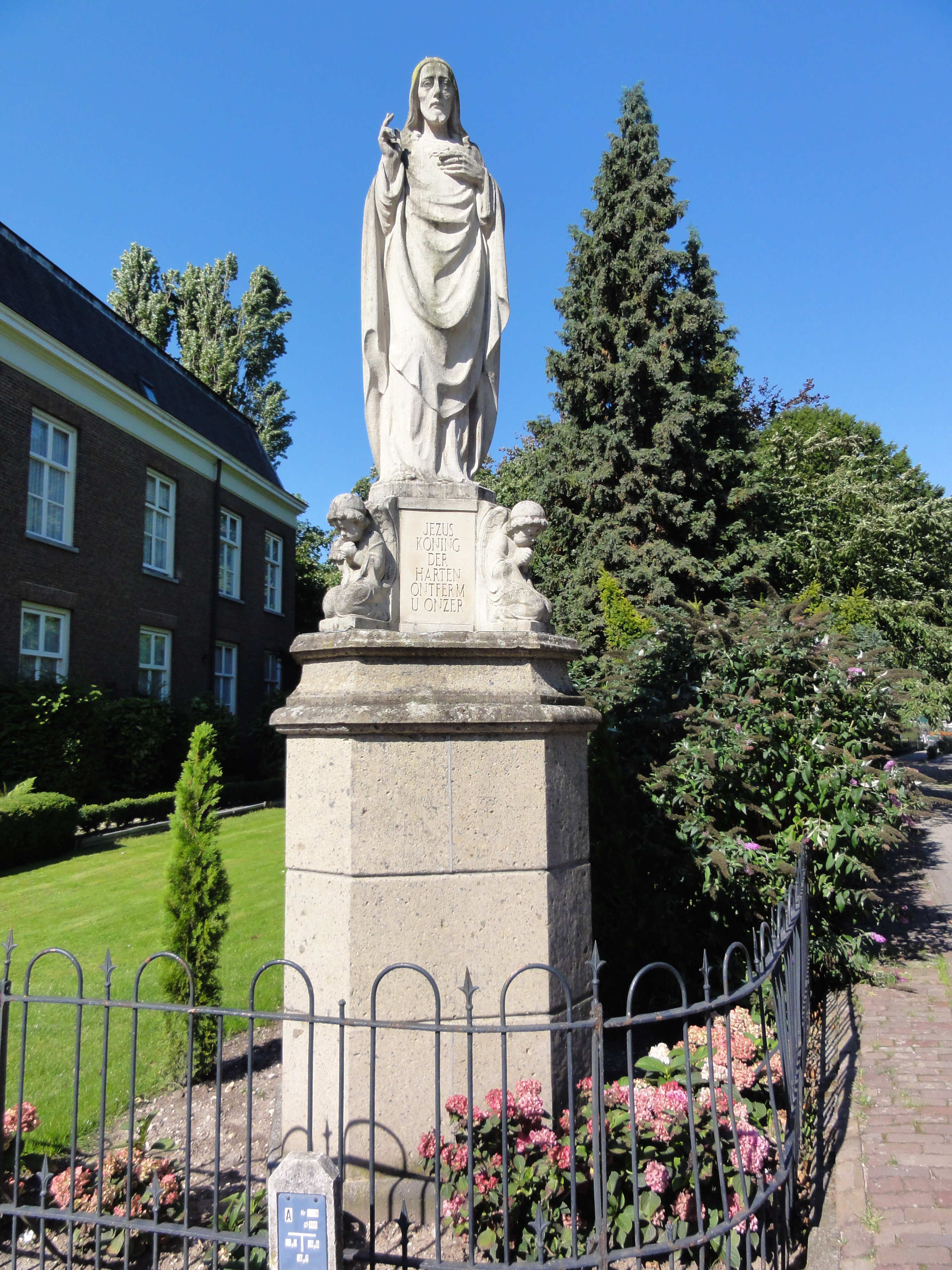
Heilig Hartbeeld (Beuningen)

- Gemeinsame Normdatei: 189546360
- Virtual International Authority File: 220896411